# Clarence (New York)
Clarence è un comune degli Stati Uniti d'America, situato nello Stato di New York, nella contea di Erie.